# Angraecum chamaeanthus
Angraecum chamaeanthus är en orkidéart som beskrevs av Rudolf Schlechter. Angraecum chamaeanthus ingår i släktet Angraecum och familjen orkidéer. Inga underarter finns listade i Catalogue of Life.